# Clavier téléphonique

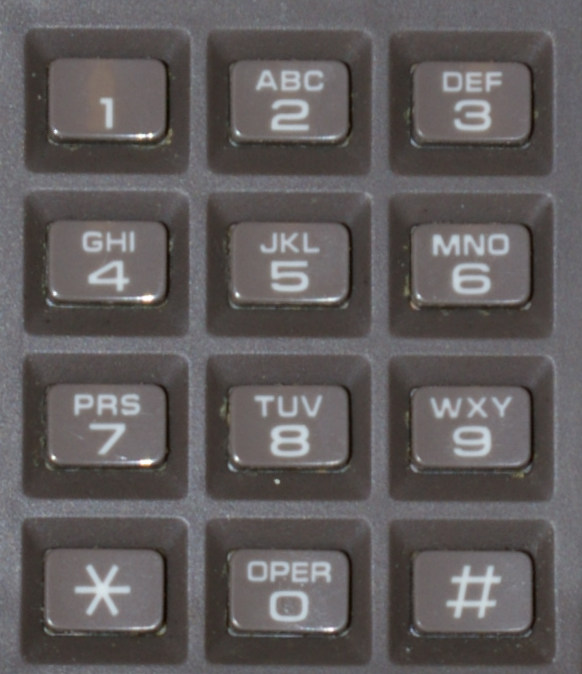
Clavier téléphonique en 2008.

Un clavier téléphonique est un type de clavier équipant les terminaux téléphoniques et dont la fonction principale est de composer les numéros.

## Histoire
John Karlin, psychologue américain travaillant aux Bell Labs, est l'inventeur dans les années 1960 du clavier téléphonique à touches (en) (pavé « 3 par 5 » ), après une étude rédigée en 1960 par des chercheurs du Laboratoire Bell (prenant en compte comme critères la vitesse de saisie, le taux d'erreurs mais aussi l'intérêt porté par les utilisateurs sur la disposition des touches), étude se basant sur les travaux de Alphonse Chapanis, pionnier de l'ergonomie et du design industriel.

## Configuration

### Configuration historique
Sa configuration est similaire à celle des claviers de calculatrices électroniques ou des premiers pavés numériques des claviers d'ordinateur, à la différence près que la disposition des chiffres est inversée, commençant par le haut et non par le bas, alors que sur un clavier téléphonique, la touche 1 est en haut, à l'opposé en quelque manière à une calculatrice mécanique où la touche 1 était en bas.
Sur le clavier téléphonique, chaque touche numérique a aussi une valeur alphabétique. Au vingtième siècle, ces valeurs étaient réparties comme suit :
|       | \| 1 \| 2 abc \| 3 def \| \| 4 ghi \| 5 jkl \| 6 mn \| \| 7 prs \| 8 tuv \| 9 wxy \| \| * \| 0 oqz \| # \| \| R \| \| BIS \| |       |
|       | Transposition des chiffres et des lettres sur un clavier (disposition).                                                      |       |
| 1     | 2 abc | 3 def |
| 4 ghi | 5 jkl | 6 mn  |
| 7 prs | 8 tuv | 9 wxy |
| *     | 0 oqz | #     |
| R     | | BIS   |

et permettaient de faire correspondre l'indicatif du central téléphonique en région parisienne (trois premières lettres du nom) au chiffre correspondant (exemple : « 225 » pour BALzac, « 027 » pour OBServatoire, « 700 » pour ROQuette).

### Touches sans lettre

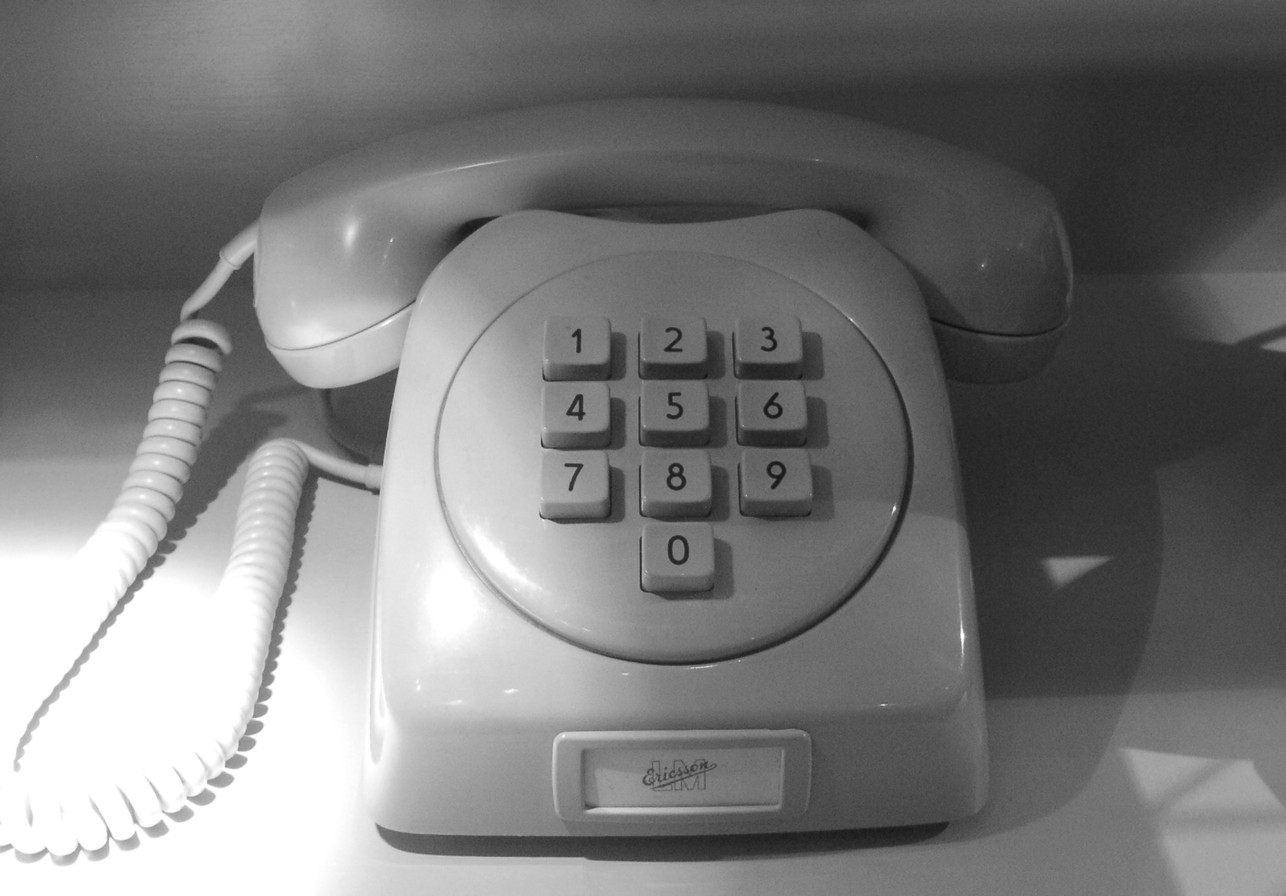
Téléphone à dix touches.
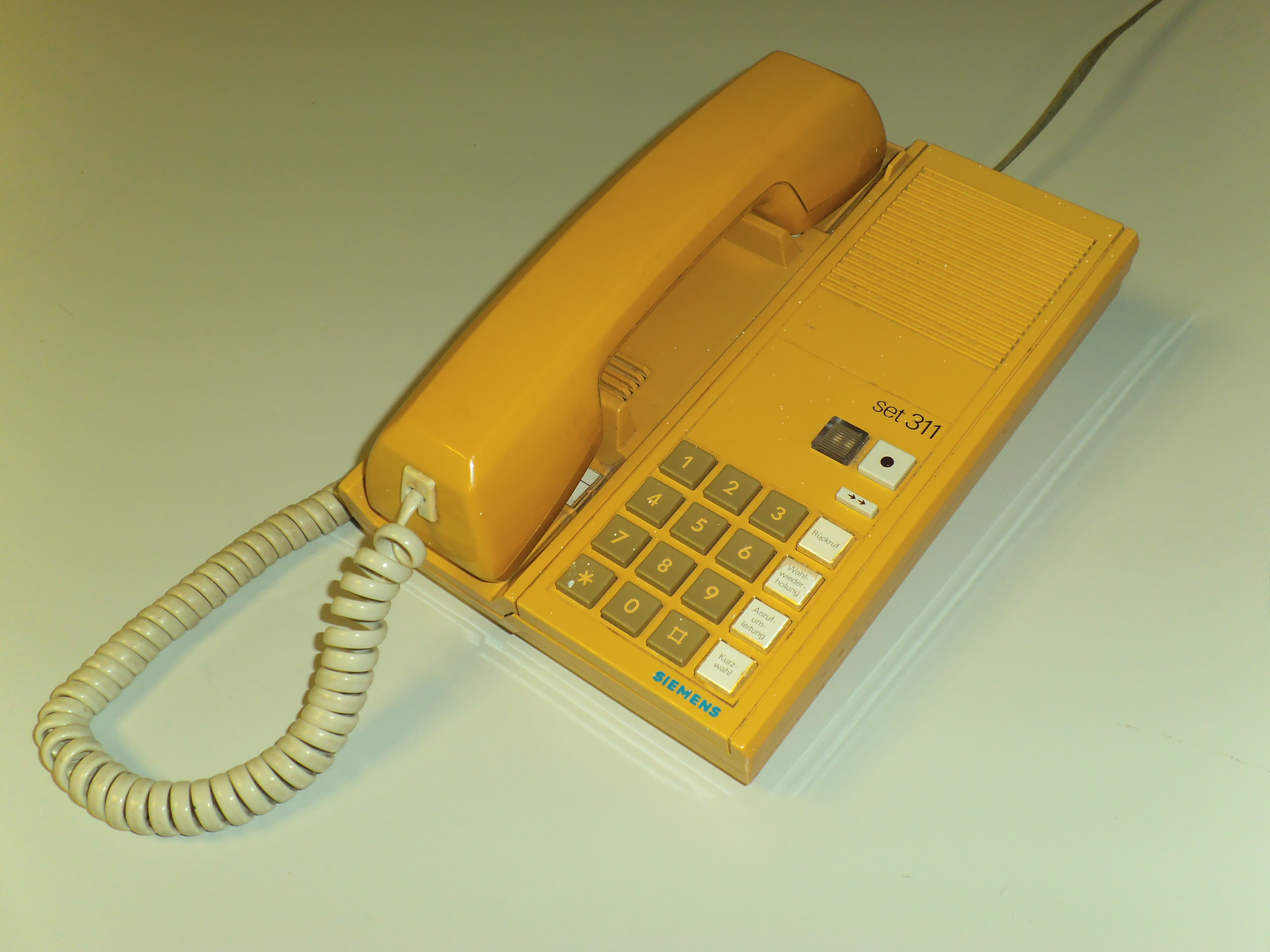
Téléphone doté de touches supplémentaires lettrées A à D, utilisées comme touches de fonction pour contrôler d'un autocommutateur privé (années 1990-1992).
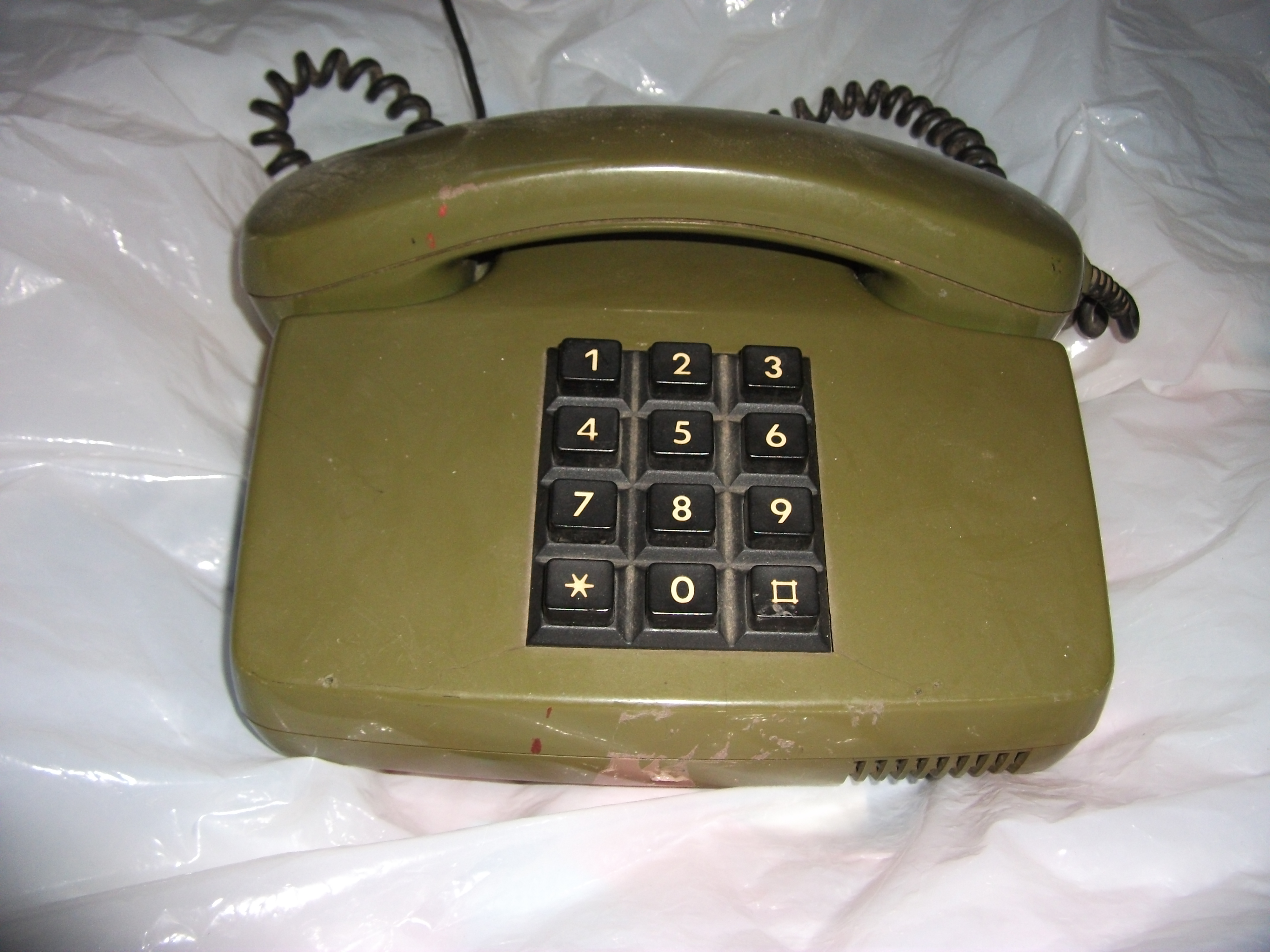
Téléphone à numérotation par impulsions (modèle Keyfob FeTAp 751 de 1982).

### Claviers modernes ITU E 1.161
Un temps disparu sur la gravure des touches, cette correspondance alphabétique est de nouveau visible, surtout depuis l'utilisation des claviers des téléphones mobiles pour rechercher un nom dans son répertoire ou pour rédiger des SMS. Toutefois, les lettres sont réparties différemment :
| \| 1 \| 2 abc \| 3 def \| \| 4 ghi \| 5 jkl \| 6 mno \| \| 7 pqrs \| 8 tuv \| 9 wxyz \| \| * \| 0 \| # \| \| R \| \| BIS \| |       |        |
| Disposition du clavier |       |        |
| 1 | 2 abc | 3 def  |
| 4 ghi | 5 jkl | 6 mno  |
| 7 pqrs | 8 tuv | 9 wxyz |
| * | 0     | #      |
| R |       | BIS    |

Les claviers téléphoniques comportent aussi des touches permettant de prendre la ligne, de raccrocher, de recomposer (bis) ou de naviguer dans des menus affichés sur un écran.
Pour l'ensemble des pays suivant ce standard, la Recommandation UIT-T E.161, donne la disposition des chiffres sur le cadran ou le clavier ainsi que des détails annexes, comme la taille des touches, leur marquage tactile, leur nombre, ou les lettres alphabétiques qui y sont associées.

## Autres pays
Les claviers téléphoniques ont des configurations différentes suivant les langues et les pays :

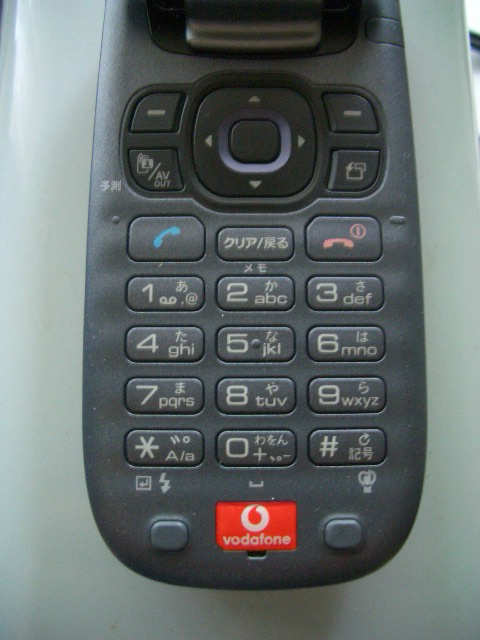
Clavier d'un V902T Japonais.
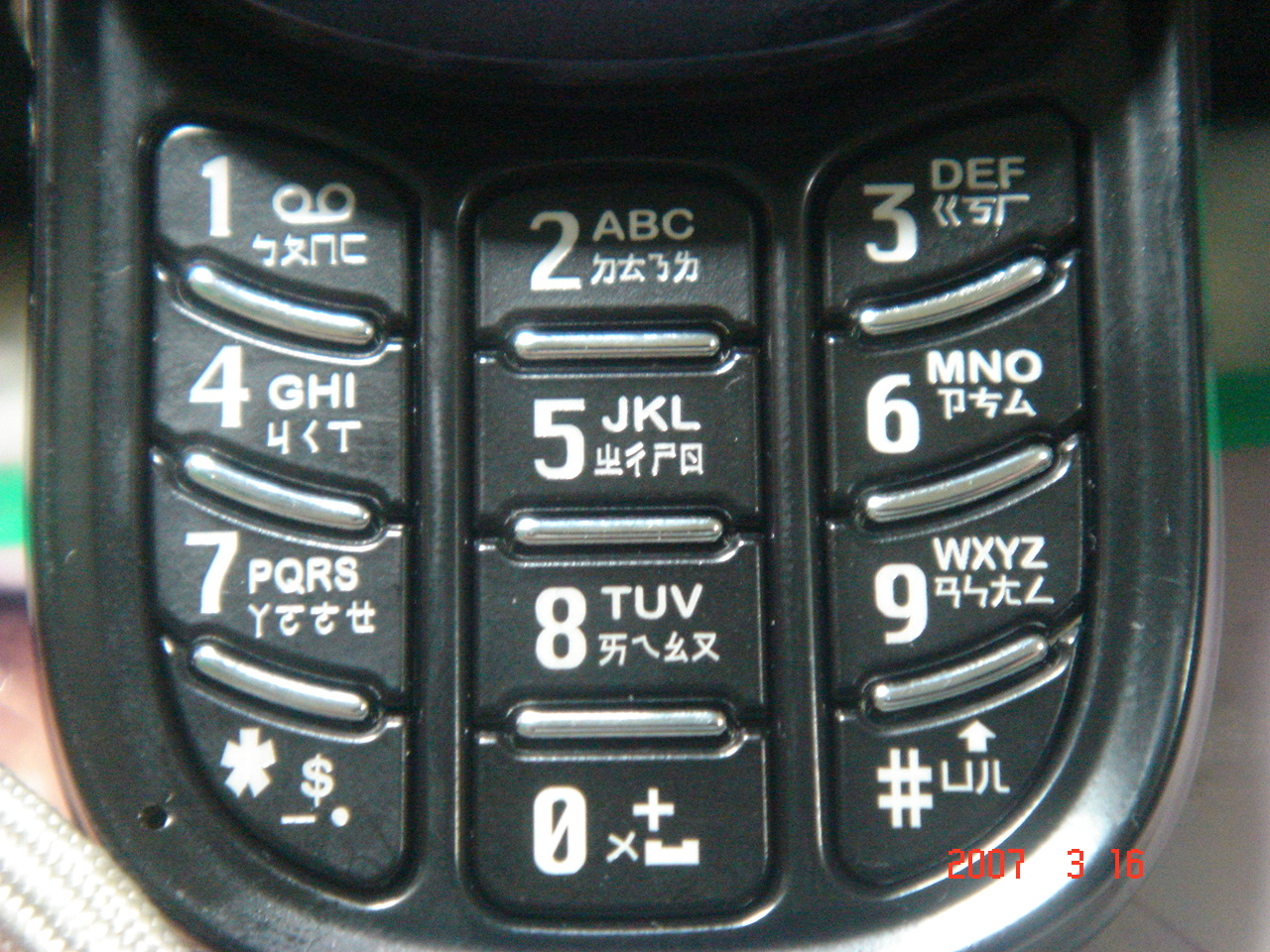
Clavier d'un téléphone mobile Taiwanais.
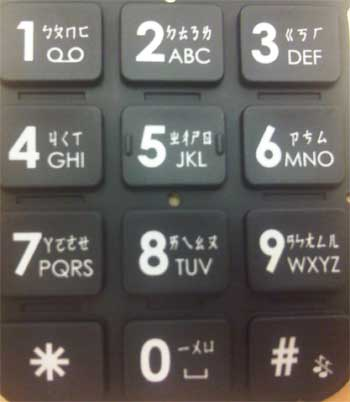
Clavier d'un GSM chinois en Bopomofo.
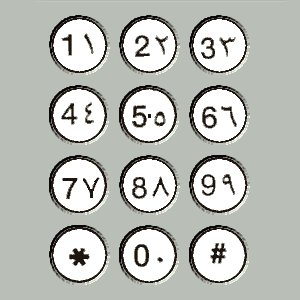
Clavier téléphonique égyptien.

## Historique de la Recommandation
| Édition | Recommandation            | Approbation | Commission d'études | ID unique*         |
| ------- | ------------------------- | ----------- | ------------------- | ------------------ |
| 1.0     | ITU-T E.29                | 1958-11-24  |                     | 11.1002/1000/7089  |
| 2.0     | ITU-T E.29/Q.11           | 1960-12-16  |                     | 11.1002/1000/6055  |
| 3.0     | ITU-T E.29/Q.11           | 1964-06-26  |                     | 11.1002/1000/5645  |
| 4.0     | ITU-T E.161/Q.11          | 1968-10-25  |                     | 11.1002/1000/5642  |
| 5.0     | ITU-T E.161/Q.11          | 1972-12-15  |                     | 11.1002/1000/5640  |
| 6.0     | ITU-T E.161/Q.11          | 1976-10-08  |                     | 11.1002/1000/5634  |
| 7.0     | ITU-T E.161/Q.11          | 1980-11-21  |                     | 11.1002/1000/5555  |
| 8.0     | ITU-T E.161/Q.11          | 1984-10-19  |                     | 11.1002/1000/3145  |
| 9.0     | ITU-T E.161               | 1988-11-25  |                     | 11.1002/1000/411   |
| 10.0    | ITU-T E.161               | 1993-03-12  | I                   | 11.1002/1000/412   |
| 11.0    | ITU-T E.161               | 1995-05-16  |                     | 11.1002/1000/4450  |
| 12.0    | ITU-T E.161               | 2001-02-02  | 2                   | 11.1002/1000/5344  |
| 12.1    | ITU-T E.161 (2001) Amd. 1 | 2014-06-06  | 2                   | 11.1002/1000/12100 |